# Zhangxiang (köpinghuvudort i Kina, Jiangxi Sheng, lat 28,15, long 115,91)
Zhangxiang är en köpinghuvudort i Kina. Den ligger i provinsen Jiangxi, i den sydöstra delen av landet, omkring 59 kilometer söder om provinshuvudstaden Nanchang. Antalet invånare är 53 552. Befolkningen består av 25 154 kvinnor och 28 398 män. Barn under 15 år utgör 23,0 %, vuxna 15-64 år 69 %, och äldre över 65 år 6,0 %.
Runt Zhangxiang är det tätbefolkat, med 459 invånare per kvadratkilometer. Närmaste större samhälle är Xiaogang, 11,9 km norr om Zhangxiang. Trakten runt Zhangxiang består till största delen av jordbruksmark.
Genomsnittlig årsnederbörd är 2 190 millimeter. Den regnigaste månaden är juni, med i genomsnitt 367 mm nederbörd, och den torraste är oktober, med 28 mm nederbörd.